# Sergio Franzoi

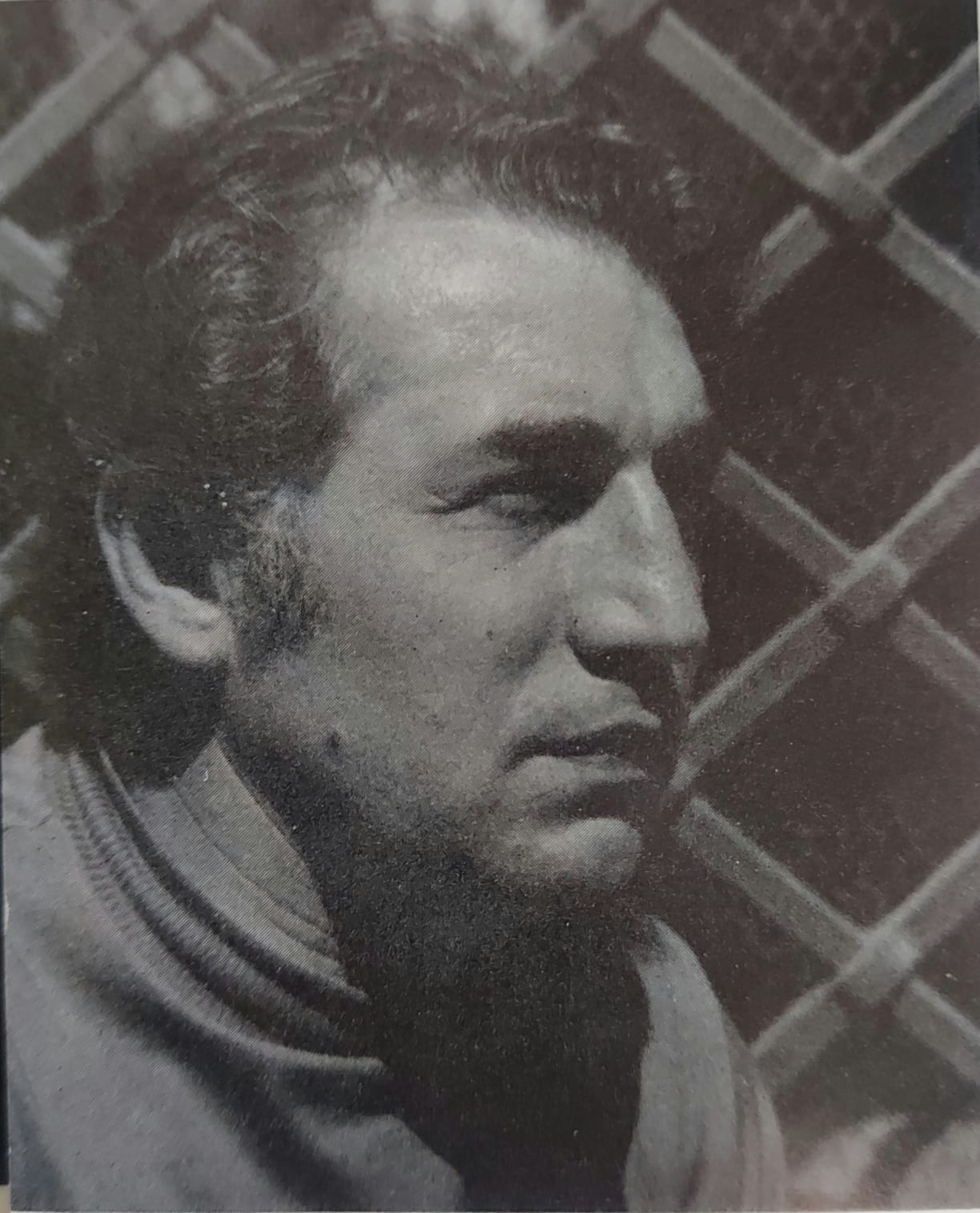
Sergio Franzoi (2021)

Sergio Franzoi (* 10. Juli 1929 in Lido di Venezia; † 16. Februar 2022 in Venedig) war ein italienischer Maler und Lehrer, einer der letzten Vertreter der postexpressionistischen venezianischen Strömung in Italien.
Er bildete sich, wie andere Künstler, in den Gemeinschaftsausstellungen der Fondazione Bevilacqua La Masa aus und entwickelte von den frühen realistischen Gemälden der 1950er Jahre an eine immer persönlichere Neuinterpretation des Expressionismus. Nach zwanzig Jahren künstlerischer Tätigkeit malte er nicht mehr menschliche Motive, sondern biomorphe Formen. Von 1948 bis zum ersten Jahrzehnt der 2000er Jahre nahm er an regionalen, nationalen und internationalen Ausstellungen teil und erhielt verschiedene Auszeichnungen, darunter den Malereipreis der Stadt Gallarate im Jahr 1950, den Suzzara-Preis im Jahr 1951 und 1957 sowie den Burano-Preis im Jahr 1953 und 1956. Seine Werke sind heute in öffentlichen und privaten Kunstausstellungen in Italien und im Ausland vertreten.

## Biografie
Sergio Franzoi wurde am 10. Juli 1929 auf der Insel des Lido di Venezia geboren, wo er seine Kindheit unter dem faschistischen Regime von Mussolini verbrachte. Dort entfaltete er einen Großteil seiner frühen künstlerischen Aktivitäten, bevor er in den sechziger Jahren nach Venedig zog. Sein Vater war ein Bauunternehmer in Venedig, und hier schrieb sich Sergio Franzoi 1943 am Kunstgymnasium ein, während des Höhepunkts des Zweiten Weltkriegs, wo er seine ersten künstlerischen und malerischen Fähigkeiten entwickelte und auch autodidaktische Aktivitäten verfolgte. Er setzte seine Studien 1947 fort, als er die Hochschule für Malerei an der Akademie der Schönen Künste in Venedig besuchte, wo er bei Giuseppe Cesetti studierte und 1952 seinen Abschluss machte.

### Die ersten Schritte in den Gemeinschaftsausstellungen
Von 1948 bis 1963 nahm er im Wesentlichen für fünfzehn Jahre an fast allen jährlichen Ausstellungen der Fondazione Bevilacqua La Masa teil, mit Ausnahme der Ausgaben von 1951 und 1954, und gewann zahlreiche Preise für die Malerei. 
Die ersten Werke, die bei den Kollektivausstellungen präsentiert wurden, waren durch die typischen Themen jener Jahre gekennzeichnet. Von Arbeitsszenen mit sozialen Akzenten („Pescherecci“ (Fischerboote), 1948, „Pescatori“ (Fischer), 1952) ging es tatsächlich zu Ansichten und Landschaften über („Caldonazzo“, 1949, „Capanne sulla Spiaggia“ (Hütten am Strand), 1950, „Case a Burano“ (Häuser in Burano), 1953, „Paesaggio di Marghera“ (Landschaft von Marghera), 1953, und „Paesaggio di Malamocco“ (Landschaft von Malamocco), 1953).
Im Jahr 1948, im Alter von neunzehn Jahren, nahm er erstmals an der 36. Ausgabe der Bevilacqua La Masa-Stiftung teil, als er noch Student an der Akademie der Schönen Künste in Venedig war, und präsentierte das Gemälde „Pescherecci“ (Fischerboote).
Im Jahr 1956 erhielt Franzoi schließlich die erste Anerkennung. Es handelte sich um den dritten Preis in der Malerei, geteilt mit Paolo Meneghesso. Die präsentierten Gemälde, die ihm den dritten Platz im Kunstpreis einbrachten, waren „Paesaggio di Olanda“ (Holländische Landschaft), „Rimorchiatore in Laguna“ (Schlepper in der Lagune) und „Paesaggio Olandese“ (Holländische Landschaft). Diese drei Gemälde orientierten sich an der realistischen Malerei und wich nicht weit von seinen frühen Werken der vorangegangenen Jahre ab. Diese Teilnahme an der venezianischen Ausstellung der Künstler wurde von vielen weiteren gefolgt, insgesamt sechzehn, die mit Anerkennungen überschüttet waren.

### Der Erfolg in den fünfziger und sechziger Jahren
Franzoi nahm auch in den fünfziger Jahren an anderen venezianischen Malwettbewerben teil, darunter der Burano-Preis (auf der gleichnamigen Insel), bei dem er Gemälde mit lagunären Umgebungen präsentierte, wie „Tramonto“ (Sonnenuntergang) (1956), die teilweise die Merkmale seiner Jugendaktivitäten aufgriffen.
Jenseits lokaler Wettbewerbe begannen seine Werke auch auf nationalen Ausstellungen präsent zu sein, darunter die Nationale Ausstellung für Bildende Künste in Rom im Jahr 1950 und einige Mailänder Ausstellungen wie die Ausstellung der Poetischen Realität in der Galleria Salvetti im Jahr 1952 und der Malpreis San Fedele im Jahr 1956, sowie die Teilnahme an der Internationalen Biennale der Jugend in Gorizia im Jahr 1958. Zwischen Ende der 1950er und den 1960er Jahren organisierte er auch einige Einzelausstellungen mit der Fondazione Bevilacqua la Masa im Jahr 1959, 1961, 1963 und 1967.
Im Jahr 1960 gewann Franzoi mit dem Werk „Amanti“ den zweiten Preis ex aequo zusammen mit Miro Romagna, Sergio Perolari und Domenico Boscolo, allesamt Maler der figurativen Kunst und stark mit der Tradition verbunden. Das Gemälde „Amanti“ stellte eine Szene tiefer Lyrik zwischen zwei nackten Figuren dar, umgeben von kräftigen schwarzen Pinselstrichen, eine Eigenschaft, die in den Werken des Künstlers entscheidend sein würde.
Nächstes Jahr erreichte er erneut den zweiten Platz in der Kategorie Malerei bei Bevilacqua mit dem Werk „I sopravvissuti“, das die figurative Kunst der vorherigen Ausgabe aufgriff, jedoch die Komposition zugunsten einer weitläufigeren veränderte. Anstatt zwei Figuren im Vordergrund, wie im vorherigen Werk, stellte er in diesen neuen Kompositionen vier Figuren dar, von denen eine ein Kind im Arm hielt, nach einem Schema, das als fast archaisch bezeichnet werden könnte. In derselben Ausgabe präsentierte Franzoi auch ein weiteres Gemälde, „Il Clown“, das sich als kohärent mit den vorherigen Werken erwies, für die er im Vorjahr bereits den zweiten Preis gewonnen hatte. Das Gemälde zeigte einen offensichtlich vom nordischen Expressionismus beeinflussten Realismus mit Figuren in schroffen Tönen. Diese Gemälde etablierten ihn national als eines der vielversprechendsten jungen Talente dieser Jahre und ermöglichten es ihm, im Jahr 1961 an der Biennale der Kunst in der Triveneto in Padua teilzunehmen und zwei Jahre später an der Ausgabe des renommierten Nationalen Malpreises „F. P. Michetti“ in Francavilla al Mare.
In diesen Jahren war Franzoi bereits ein etablierter Künstler. Bereits im Jahr 1962 hatte er an zahlreichen Gruppenausstellungen in Venedig und anderen italienischen Städten teilgenommen, darunter Rom und Mailand. Zu den Ausstellungen, an denen er teilnahm, gehörten die Nationale Ausstellung der Kunstakademien in Neapel 1951 und die Nationale Ausstellung „Acquario“ in Pontedera 1959 anlässlich des IX. Pontedera-Preises. Er nahm auch an nahezu allen Gruppenausstellungen der Fondazione Bevilacqua La Masa teil, beginnend im Jahr 1948, und wurde so zu einem bekannten Namen in der venezianischen und nationalen Kunstszene.
In der Zwischenzeit wurde er 1954 Lehrer an der Akademie der Bildenden Künste in Venedig; eine Rolle, die er später für den Lehrstuhl für modellierte Ornamentik an der Kunstschule in Venedig aufgeben sollte, wo er bis zu seiner Pensionierung in den frühen neunziger Jahren unterrichtete. In den fünfziger Jahren hatte er bereits viele Auszeichnungen in Italien erhalten und nahm an verschiedenen Kunstwettbewerben teil, darunter der Malpreis Città di Gallarate im Jahr 1950, der Premio Burano im Jahr 1953 und 1956 sowie der Premio Suzzara im Jahr 1951 und 1957, um nur einige zu nennen.
Im Jahr 1964 kehrte Franzoi nach einer Auswahl nach Rom zurück, um an der IX Quadriennale teilzunehmen , wo der Künstler drei Werke mit dem Titel Figura n. 1, n. 2 e n. 3. präsentierte.  Im Jahr 1968 gewann seine Arbeit auch außerhalb des nationalen Gebiets an Bedeutung und Interesse, als er in Ägypten an der VII. Biennale des Mittelmeers in Alexandria ausstellte.

### Der erste Preis der 50. Ausgabe
Nach zahlreichen Teilnahmen gelang es Franzoi, den 1. Preis für Malerei mit dem Ölgemälde „Dopo la catastrofe“ zu gewinnen , in der 50. Ausgabe der Gruppenausstellung, die von der Fondazione Bevilacqua la Masa zwischen 1962 und 1963 organisiert wurde.
Die Entscheidung der Jury der Fondazione Bevilacqua La Masa, Franzoi den ersten Preis zu verleihen, wurde von einigen als „wenig mutig“ bezeichnet, da sie sich für einen traditionellen Künstler entschieden hatte: Die drei von Franzoi präsentierten Gemälde („Dopo la catastrofe“, „Nudo“ und „Uomo con fiore“) waren tatsächlich Gemälde der figurativen Kunst mit charakteristischen Zügen des expressionistischen Malstils, mit kräftigen schwarzen Konturen und einer Vereinfachung der Formen, die in den 1970er Jahren viel relevanter werden würde und zu unterschiedlichen Ergebnissen führen würde. Insbesondere das letzte Gemälde „Nudo“ stellte eine weibliche nackte und ausgestreckte Figur dar, porträtiert mit dem raues Stil und der üblichen schwarzen Linie, die den Großteil seiner Produktion in diesen Jahren kennzeichnete. Franzoi hat später die naturalistische Darstellung zugunsten einer immer knapperen Malweise aufgegeben, mit organischen, aber nicht mehr figurativen Bezügen. Der erste Preis, den Franzoi von der Jury der 50. Ausgabe erhalten hat, bleibt daher eines der emblematischsten Beispiele für die klassisch traditionelle Linie, die die venezianische Stiftung während der 1960er Jahre beibehalten hat. Dieses Gemälde und andere seiner Werke sind heute in der Galleria Internazionale d'Arte Moderna in Ca' Pesaro in Venedig ausgestellt.

### Die 1970er Jahre und das Mosaik im ehemaligen Krankenhaus am Meer auf dem Lido von Venedig
In den folgenden Siebzigerjahren ist er bereits ein reifer Künstler und präsentiert sich als solcher in einigen persönlichen Ausstellungen in Venedig. Dazu gehört unter anderem die Ausstellung in der Fondazione Querini Stampalia im Jahr 1970. Im darauf folgenden Jahr organisierte er eine Ausstellung in der Kunstgalerie „Il Traghetto“ und im Jahr 1973 eine weitere in Mestre in der Galerie „Acquario“. Darüber hinaus nimmt er an einigen Malwettbewerben teil, darunter im Jahr 1971 der Malwettbewerb in Bassano Del Grappa und im Jahr 1979 der Malwettbewerb „Carlo Dalla Zorza“ in Asolo. Im Jahr 1974 nimmt er in Mailand an der Nationalen Ausstellung für Bildende Künste im Castello Sforzesco teil.
In seinem künstlerischen Leben hat Franzoi auch einige Entwürfe und Gemälde für Mosaike mit abstrakten dekorativen Motiven erstellt. Beachtenswert ist die Arbeit aus dem Jahr 1975, die eine Serie von fünf Zeichnungen oder Vorlagen umfasst, bestehend aus fünf Motiven für ein Mosaik, das er im Auftrag des ehemaligen Zivilkrankenhauses auf dem Lido di Venezia bei der Scuola Mosaicisti del Friuli in Auftrag gegeben hat. Die Vorlagen wurden mit einer Mischtechnik erstellt, entweder mit Tempera-Malerei oder Mosaikarbeiten.
Insbesondere die produzierten Werke zeigen „Pfeile“ und sind alle auf dasselbe abstrakte kreative Kernthema zurückzuführen. Diese sind durch chromatische Töne gekennzeichnet, die mit der Idee der Bewegung spielen. Die nicht wissenschaftliche Mosaiktechnik fördert die Dynamik der Arbeiten und macht auch die „Teppich-Entwürfe“ selbst farbenfroh und fast ornamentartig.
Insbesondere die Motive der Skizzen Nummer 3 und 4 zeigen eine zentrale, umgebene Figur, die von anderen abstrakten, fragmentierten Figuren umgeben ist, die verlängert und mit blau-azurblauen Tönen und rötlichen Flecken markiert sind. Im Hintergrund gibt es hingegen hellere Töne auf Weiß und goldenem Beige. Die extreme Dynamik der Arbeiten wird im Wesentlichen durch zwei wiederkehrende Elemente vermittelt: Erstens die Wahl der Verwendung von hellen Farben für den Hintergrund, der ein Gefühl von Bewegung vermittelt, und zweitens die Verwendung von Richtlinien, die durch weiße Linien dargestellt werden, die die verschiedenen Figuren mit dem Äußeren verbinden. Die „Tesseratura“-Technik, die von Franzoi für die Ausführung der Entwürfe verwendet wurde, macht das Ergebnis des Werks bereits deutlich. Das Ganze wurde dann aus Marmor und Emaille in Direktverarbeitung auf Betonplatten hergestellt, die mit Zementkleber aufgetragen wurden.
Il Mosaik, das erstellt und vollendet wurde, ist heute im ehemaligen Zivilkrankenhaus von Lido di Venezia im Bereich des Innenpools mit Blick auf den Strand an der Nordostwand des Komplexes zu sehen. Die Entwürfe und Vorbereitungskartons werden hingegen in Spilimbergo in der Provinz Pordenone in der Galerie und im Archiv der Scuola Mosaicisti del Friuli aufbewahrt.

### Das Ende der künstlerischen Tätigkeit und der Tod
Ab den achtziger Jahren nahmen die Teilnahmen an Gruppenausstellungen ab, um Platz für einige Einzelausstellungen im Jahr 1989, 1998 und 2000 zu machen.
Das, was als wahre Krönung seiner künstlerischen Geschichte betrachtet werden kann, ist die Ausstellung und das Seminar von 1982, an dem Franzoi teilnahm und die vom Fachbereich für Geschichte und Kritik der Künste der Universität Ca' Foscari in Venedig organisiert wurde, auf Einladung des berühmten Kunstkritikers Giuseppe Mazzariol. Er nahm auch an der Veranstaltungsausstellung von 1984 in der Galerie Bevilacqua La Masa mit dem Titel „Chronik 1947–1967“ teil.
Die letzten Jahrzehnte seiner künstlerischen Laufbahn waren geprägt von raffinierten und eleganten Untersuchungen des weiblichen Akts; spezifische Zeichen und Farben vereinten sich in den Kunstwerken, um den menschlichen Körper als eine Art Landschaft neu zu erforschen.
Franzoi beendete seine Karriere in den ersten Jahren der 2000er Jahre nach mehr als sechzig Jahren künstlerischer Tätigkeit, indem er an seinen letzten Ausstellungen und Präsentationen teilnahm.
Sergio Franzoi verstarb am 16. Februar 2022 in Venedig im Alter von 92 Jahren. Er wurde auf dem monumentalen Friedhof „San Michele“ in Venedig beigesetzt.

## Stil und Kunstkonzept
Sergio Franzoi näherte sich der Malerei aufgrund einer ursprünglichen Erfahrung, wie dem Anblick des Meeres, den Fischern, die Netze am Strand ausbreiteten, dem starken Spiegelbild der Sonne auf den Wellen, dem aufsteigenden, wandelbaren und fesselnden Erscheinen von Phänomenen vor dem unendlichen und blendenden Hintergrund des Lichts, der unsicheren und faszinierenden Grenze zwischen dem Nächsten und Bekannten sowie dem Unbekannten. Spuren solcher Bilder finden sich in seinen jugendlichen Werken, doch bald wird ihn das einnehmende und faszinierende Universum der Eros anziehen.
Erneut Strände oder jedenfalls unbestimmte Orte, auf denen das Orgien der ohrenbetäubenden Rhythmen noch nicht eingefallen ist, das süßliche Verrotten nach dem Bad, die unaufhaltsame Lawine der Werbung. Räume, in denen Träume auf den Bahnen der Blicke tanzen – unergründliche Pfade der Begierde – wo unvorhergesehene Abenteuer aufblühen, süße Verbindungen, Durchdringungen, warme Umarmungen, im sanften Vermischen der Fleischlichkeit. Einmal hat Giuseppe Mazzariol sie als „intensive Landschaften des Lebens“ bezeichnet, „... Nichts anderes. Manchmal taucht die Blume eines Mundes auf, die zarte Mandel eines Auges oder Geschlechts öffnet sich der Präsenz. Eine große Ruhe erhebt sich aus diesen liegenden Spuren, wo das Weiß vorherrscht und vereint.“ Tatsächlich verschwimmen Figuren und Landschaften, während die Vorstellungskraft auf Pfaden wandert, die dazu bestimmt sind, sich im Wirbel der Fantasie zu verlieren, in einer unerschöpflichen Abfolge von Begegnungen und Situationen. Man sollte jedoch nicht an eine einfache Erzählmalerei im Falle von Franzoi denken. Es handelt sich nicht um einen ruhigen Naturalisten, der einfach reproduziert, was er sieht.
Er ist sich der Autonomie der Malerei sehr bewusst und ignoriert nicht, dass die Kunst ihre eigenen Gesetze, Konstruktionen und Wege hat, und dass die mysteriösen und wunderbaren Verbindungen, die sie mit der Welt verbinden, existieren. Franzois Ansatz zur im Wesentlichen metaphorischen Sprache der Malerei ist alles andere als naiv. Er erkennt nicht nur ihre Freiheiten an, sondern erahnt auch die mögliche Abnutzung, die ständige Gefahr der Aphasie, sei es durch repräsentatives Virtuosentum, Redundanz, banale Wiederholung oder übermäßige Sensibilität. Nicht zufällig beschränkt er sich gerade, um solche Gefahren zu vermeiden, indem er seine angeborenen Qualitäten in absichtlich anspruchsvolle und schwierige Wege zwängt.
Ein äußerst begabter Maler, geht er in vielerlei Hinsicht das Bild plastisch an, fast wie ein Bildhauer, der subtil die Grundlagen der traditionellen Konstruktion des Gemäldes verändert. Auf diese Weise wird der Hell-Dunkel-Kontrast zugunsten der Dringlichkeit und fast Physis der Oberfläche praktisch eliminiert, während die Konsistenz der Volumina in die anspruchsvolle Komplexität von detaillierten formalen Hieroglyphen übersetzt wird. Gleichzeitig verliert auch die Farbe ihre übliche durchdringende Eigenschaft, sie breitet sich nicht in Zonen aus, sondern konzentriert sich in kontrastierenden und wie äußeren Streifen oder kondensiert allusiv auf den linearen Konturen. Das Gemälde lebt daher ausdrücklich von einer doppelten Natur, als physischer und virtueller Raum zugleich. Um daran teilzunehmen, muss das Reale durch den Filter der Psyche, der Vorstellungskraft, der Vernunft, des Instinkts gehen und eine besondere und einzigartige Konfiguration finden, die das Phänomen, die Dinge, die Welt in eine Ikone verwandelt.
Natürlich geht Franzoi nicht an eine derart anspruchsvolle Aufgabe, ohne sich mit angemessenen Werkzeugen auszustatten: In seinen Arbeiten tauchen hier und da intakt die Erinnerungen an die Silhouetten der Rennbahnen der maremmanischen Pferde der 'französischen Sprache' auf, die raffinierten Lehren von Braque und die träumerischen Fantasien von Klee, die eleganten, einhüllenden Wellen von Modigliani und vielleicht mit größerer Nachdrücklichkeit die gequälten und giftigen Echos der Linearismen von Klimt und Schiele.
Dass es sich jedoch nicht um ein bloßes, wenn auch raffiniertes Repertoire stilistischer Gegensätze handelt, wird nicht zuletzt durch die Tatsache deutlich, dass die Art und Weise, das Bild zu komponieren, im Laufe der Zeit radikal verändert wurde: Während in seinen frühen Werken das Bild „zentriert“ erschien und fast den Raum dominierte, verbreitet es sich nun wie auf der gesamten Oberfläche, wahrscheinlich auch um den Verlust jeder Gewissheit und Grundlage zu bedeuten, die für unsere Zeit typisch sind. Dennoch sind wir, wie der große Virgilio Guidi schrieb, mit Franzois Malerei immer noch „... in den Regionen des Menschen“. Es gibt tatsächlich ein unüberwindliches Vertrauen in die alte humanistische Tradition, das seine Auseinandersetzung mit der Austauschbarkeit und der unendlichen Vermehrung, die die chaotische Welt zu kennzeichnen scheinen, führt und stützt. Für Franzoi muss sich jedes Gemälde, jedes Werk durch die Form auszeichnen, das Ergebnis einer nicht reproduzierbaren Verbindung zwischen dem Sein und der Totalität. Nur die Strenge der Form kann nämlich eine gewisse Würde ermöglichen – ein Wort, das in der heutigen Alltagssprache veraltet ist –, verstanden auch als Möglichkeit des Vergleichs und des Urteils, in ständiger moralischer Anspannung zum Besseren.
Schweigsam und finster in seiner rauen und stolzen Sanftmut, fühlt Sergio Franzoi, teils im verwirrenden Lärm der mittlerweile oft unverständlichen Systeme der Gegenwart, weiterhin die zivile Notwendigkeit, seine Hymne an die universelle Energie der Liebe zu erheben, die Wesen zusammenhält und erblühen lässt. Überzeugt wie der Phaidros des platonischen Dialogs, dass:

“[178][c] [...] tatsächlich, das, was das Leben aller Menschen, die dazu bestimmt sind, schön zu leben, leiten muss, ist etwas, das man uns nicht mit solcher Schönheit einprägen kann, weder Verwandtschaft, noch Ehren, noch Reichtum, noch irgendetwas anderes, [d] außer der Liebe. Und was meine ich damit? Die Scham über Niedrigkeiten und das Streben nach edlen Dingen: Denn ohne sie ist es weder einer Stadt noch einem Einzelnen möglich, große und schöne Werke zu vollbringen.”

## Ausstellungstätigkeit
- 1948 – Venedig, 36. Kollektiva Galleria Bevilacqua La Masa
- 1949 – Venedig, Nationale Ausstellung der Kunstakademien
- 1949 – Venedig, 37. Kollektiva Galleria Bevilacqua La Masa
- 1950 – Rom, Nationale Ausstellung für Bildende Kunst
- 1950 – Venedig, 38. Kollektiva Galleria Bevilacqua La Masa
- 1950 – Gallarate, Nationaler Malpreis Stadt Gallarate
- 1951 – Neapel, Nationale Ausstellung der Kunstakademien
- 1951 – Venedig, Ausstellung des Burano-Preises
- 1951 – Suzzara, IV. Suzzara-Preis
- 1951 – Venedig, 39. Kollektiva Galleria Bevilacqua La Masa
- 1951 – Venedig, Ausstellung des Delta-Preises
- 1952 – Venedig, Gruppe von 8 jungen Malern
- 1952 – Rom, II. Kulturelle Olympiade der Jugend
- 1952 – Venedig, 40. Kollektiva Bevilacqua La Masa
- 1952 – Mailand, Ausstellung der Poetischen Realität – Galleria Salvetti
- 1953 – Venedig, Ausstellung des Burano-Preises
- 1953 – Mailand, Nationale Ausstellung der Kunstakademien
- 1953 – Venedig, 41. Kollektiva Bevilacqua La Masa
- 1955 – Cesenatico, IV. Malpreis Cesenatico
- 1955 – Venedig, 43. Kollektiva Bevilacqua La Masa
- 1955 – Legnago, Malpreis Stadt Legnago
- 1956 – Venedig, Ausstellung des Burano-Preises
- 1956 – Mailand, Malpreis San Fedele
- 1956 – Venedig, 44. Kollektiva Bevilacqua La Masa
- 1956 – Mirano, Malpreis Stadt Mirano
- 1957 – Suzzara, X. Suzzara-Preis
- 1957 – Venedig, 45. Kollektiva Galleria Bevilacqua La Masa
- 1958 – Gorizia, VI. Internationale Ausstellung der Bildenden Künste
- 1958 – Bergamo, Dalmine-Preis
- 1958 – Venedig, 46. Kollektiva Galleria Bevilacqua La Masa
- 1959 – Pontedera, IX. Pontedera-Preis – Nationale Ausstellung „Aquarium“ Malerei
- 1959 – Venedig, 47. Kollektiva Galleria Bevilacqua La Masa
- 1959 – Venedig, Ausstellung der prämierten Künstler – Kollektiva Galleria B.LM.
- 1959 – Venedig, Einzelausstellung Galleria Bevilacqua La Masa
- 1960 – Venedig, 48. Kollektiva Galleria Bevilacqua La Masa
- 1961 – Padua, XIV. Biennale der Trivenetischen Kunst
- 1961 – Copparo, Copparo-Preis – Interregionale Kunstausstellung
- 1961 – Venedig, Einzelausstellung Galleria Bevilacqua La Masa
- 1961 – Venedig, Kollektiva der Venezianischen Maler
- 1961 – Venedig, 49. Kollektiva Galleria Bevilacqua La Masa
- 1962 – Venedig, Galerie Il Canale – Ausstellung junger Venezianischer Maler
- 1962 – Rovigo, Interprovinzielle Kunstausstellung
- 1962 – Venedig, 50. Kollektiva Galleria Bevilacqua La Masa
- 1963 – Francavilla al Mare, XVII. Nationaler Malpreis „F.P. Michetti“
- 1963 – Venedig, Einzelausstellung Galleria Bevilacqua La Masa
- 1963 – Venedig, 51. Kollektiva Galleria Bevilacqua La Masa
- 1964 – Venedig, 52. Kollektiva Bevilacqua La Masa
- 1965 – Rom, IX. Nationale Quadriennale der Kunstausstellung
- 1965 – Venedig, VIII. Mestre-Malpreis
- 1965 – Venedig, 53. Kollektiva Galleria Bevilacqua La Masa
- 1966 – Venedig, Ausstellung Venezianischer Maler
- 1966 – Venedig, IX. Mestre-Malpreis
- 1966 – Venedig, Kollektiva Galleria „Contarini“
- 1967 – Padua, Einzelausstellung Galleria „Il Sigillo“
- 1967 – Venedig, X. Mestre-Malpreis
- 1967 – Venedig, Einzelausstellung Galleria Bevilacqua La Masa
- 1968 – Alexandria, Ägypten, VII. Internationale Biennale des Mittelmeers
- 1968 – Vicenza, Einzelausstellung Galleria „Al Cenacolo“
- 1970 – Venedig, Einzelausstellung Fondazione „Querini Stampalia“
- 1970 – Venedig, Galleria La Toleta „Il Marengo d'Oro“
- 1971 – Bassano, Bassano Del Grappa Malpreis
- 1971 – Venedig, Einzelausstellung Galleria „Il Traghetto“
- 1971 – Venedig, Kollektiva Mestre Galleria „Acquario“
- 1972 – Venedig, Venezianische Maler Hommage an Diego Valeri
- 1972 – Venedig, Einzelausstellung Mestre Galleria „Acquario“
- 1973 – Venedig, Jugendliche der 50er Jahre – Galleria d'Arte S.Vidal
- 1974 – Mailand, Nationale Ausstellung der Bildenden Künste Castello Sforzesco
- 1979 – Asolo, Carlo Dalla Zorza Malpreis
- 1982 – Venedig, Universität der Künste – Institut für Kunstwissenschaften
- 1984 – Venedig, Chronik 1947–1967 Galleria Bevilacqua La Masa
- 1989 – Venedig, Einzelausstellung Galleria Il Traghetto
- 1998 – Venedig, Einzelausstellung Hotel Bel Sito
- 2000 – Venedig, Einzelausstellung Galleria Multigraphic

## Hauptpreise und Auszeichnungen
- 1950 – Erster Platz: Malpreis Stadt Gallarate
- 1951 – Erster Platz: Suzzara-Preis
- 1953 – Erster Platz: Burano-Preis
- 1956 – Erster Platz: Burano-Preis
- 1956 – Dritter Platz: Malpreis, Gemäldeabteilung der 44. Kollektiva der Fondazione Bevilacqua La Masa
- 1957 – Erster Platz: Suzzara-Preis
- 1960 – Zweiter Platz: Malpreis, Gemäldeabteilung der 48. Kollektiva der Fondazione Bevilacqua La Masa
- 1961 – Zweiter Platz: Malpreis, Gemäldeabteilung der 49. Kollektiva der Fondazione Bevilacqua La Masa
- 1962 – Erster Platz: Malpreis, Gemäldeabteilung der 50. Kollektiva der Fondazione Bevilacqua La Masa

## Werke in Sammlungen
- Amanti (Liebende), Öl auf Leinwand, 75 × 100 cm, 20. Jahrhundert, A0355, Fondazione Musei Civici di Venezia – Ca' Pesaro, Galleria Internazionale d'Arte Moderna;[14][15]
- Dopo la catastrofe (Nach der Katastrophe), Öl auf Leinwand, 20. Jahrhundert, 127 × 151 cm, BA0424, Fondazione Musei Civici di Venezia – Ca' Pesaro, Galleria Internazionale d'Arte Moderna;[5]
- Il clown (Der Clown), Öl auf Leinwand, 72 × 72 cm, 20. Jahrhundert, BA0377, Fondazione Musei Civici di Venezia – Ca' Pesaro, Galleria Internazionale d'Arte Moderna;[16][4]
- Paesaggio (Landschaft), Öl auf Leinwand, 74 × 89 cm, 20. Jahrhundert, BA0531, Fondazione Musei Civici di Venezia – Ca' Pesaro, Galleria Internazionale d'Arte Moderna;[17][18]
- Paesaggio di Marghera (Landschaft von Marghera), Öl auf Leinwand, 75 × 70 cm, 20. Jahrhundert, BA0156, Fondazione Musei Civici di Venezia – Ca' Pesaro, Galleria Internazionale d'Arte Moderna.[19]